# (2083) Smither
(2083) Smither est un astéroïde de la ceinture principale, de la famille de Hungaria.

## Description
(2083) Smither est un astéroïde de la ceinture principale, de la famille de Hungaria. Il présente une orbite caractérisée par un demi-grand axe de 1,87 UA, une excentricité de 0,05 et une inclinaison de 18,5° par rapport à l'écliptique.

## Compléments